# ترشکا گورا، کرشکو
ترشکا گورا، کرشکو (اسلوونیایی: Trška Gora, Krško) یک زیستگاه انسانی در اسلوونی است که در Lower Carniola واقع شده‌است.

## خصوصیات
ترشکا گورا ۲٫۴۲ کیلومترمربع مساحت و ۱۴۲ نفر جمعیت دارد و ۲۵۳ متر بالاتر از سطح دریا واقع شده‌است.